# 체르키오
체르키오(이탈리아어: Cerchio)는 이탈리아 아브루초주 라퀼라도에 있는 코무네이다.